# Iriba
Iriba (arabisch إريبا, DMG Īrībā) ist eine Stadt im Osten des Tschad in der Provinz Wadi Fira. Iriba ist die Hauptstadt des Départements Iriba, das den Nordosten der Provinz Wadi Fira umfasst und an der Grenze zum Sudan liegt. Iriba liegt am gleichnamigen Wadi Iriba.

## Klima und Vegetation
Iriba ist vom Wüstenklima der Sahara geprägt, durch die Nähe der Sahelzone gibt es jedoch etwas Niederschlag. Die geringen Niederschläge bleiben aber bei regelmäßigen Dürren aus, so etwa in den Jahren 1993, 1997, 2001, 2009 und 2012.

## Geologie
Von Iriba aus nach Norden stehen Granite an. Südlich des Ortes gibt es ein Vorkommen von Basaniten, die zum Ouaddai-Massiv gehören. Sie haben eine Zusammensetzung, die für Ozeaninselbasalte typisch ist. Ihre Entstehung ist an das känozoischen Zentralafrikanischen Riftsystems gebunden.

## Verkehrsanbindung
Iriba liegt etwas abseits des Hauptstraßennetzes. Die Stadt Abéché kann über eine etwa 250 Kilometer lange nicht asphaltierte Piste erreicht werden. Durch Abéché führt der teilweise asphaltierte N’Djamena-Dschibuti-Highway von der Hauptstadt N’Djamena nach Darfur im Sudan. Von Iriba aus gibt es weitere Pisten zu anderen Ortschaften und Flüchtlingscamps der Region.
Der Flugplatz Iriba liegt direkt westlich außerhalb der Stadt. Er verfügt über eine nicht befestigte Start- und Landebahn, keine Abfertigungsgebäude oder Befeuerung.

## Bevölkerung
Beim Zensus 2009 wurden 33.572 Einwohner gezählt. Im Jahr 1993 hatte sie noch 1422 Einwohner betragen. Der starke Zuwachs hängt mit auch mit den Flüchtlingsbewegungen durch die Kriege im nahegelegenen Darfur zusammen, das etwa 60 km entfernt liegt. Die Flüchtlingscamps Iridimi, Touloum und Amnaback liegen nahe Iriba und beherbergen insgesamt mehr als 60.000 weitere Menschen. In den drei Flüchtlingscamps wurden ab 2017 auf Initiative des UNHCR Wassertanks installiert, die die Versorgung der Flüchtlinge mit Trinkwasser sicherstellen sollen. Um das Zusammenleben der einheimischen Bevölkerung mit den Flüchtlingen zu verbessern, werden von den Vereinten Nationen Informationsveranstaltungen und gemeinsame Aktivitäten wie Fußballspiele oder Theaterstücke organisiert.
Die Gegend um Iriba ist Teil des Siedlungsgebietes der Zaghawa, das sich auch über Gebiete in Darfur erstreckt.

## Persönlichkeiten
- Mahamoud Abderaman (1948–1980), Politiker
- Marie-Christine Koundja (* 1957), Schriftstellerin und Diplomatin

## Trivia
Der ehemalige Präsident des Tschad, Idriss Déby, der aus der Region stammte, erhob in den 2000er Jahren seine Eltern zu Sultanen von Iriba und Bahaï, einem etwa 85 km nordöstlich liegendem Ort.